# Demanda de Ecuador y damnificados contra Chevron

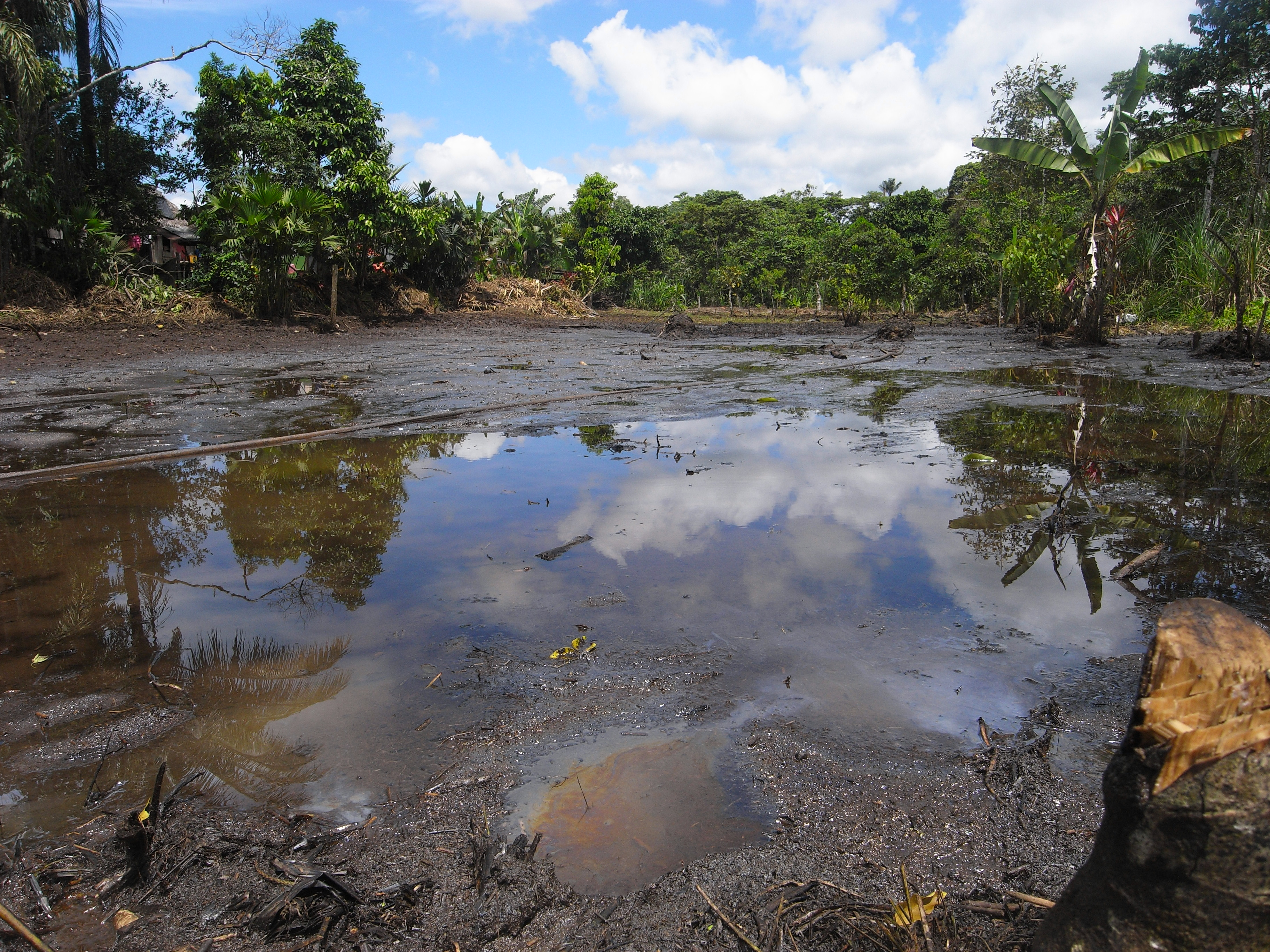
La zona del cantón Lago Agrio contaminada por los desechos petrolíferos

La demanda de Ecuador y damnificados contra Chevron es una demanda legal iniciada en el año 2003 por las comunidades indígenas de la provincia amazónica de Sucumbíos ante la justicia ecuatoriana contra la petrolera Chevron Corporation, por el derramamiento de más de 80 000 toneladas de residuos petrolíferos en la zona de Lago Agrio, de unas 500 000 hectáreas aproximadamente, durante los años 1964 y 1992.
La petrolera indica que realizó la limpieza de los campos ambientales antes de entregarlos, y que, por lo tanto, la responsable por la contaminación presente es la empresa estatal petrolera Petroecuador, y que con esa demanda, de la que el Gobierno de Ecuador nunca formó parte al ser una demanda entre privados, pero en los últimos años se ha visto involucrado siendo acusado de realizar ataques a Chevron; el propio estado ecuatoriano está tratando de deslindarse de su responsabilidad.

## Historia
Desde 1964 hasta 1992 la Texas Petroleum Company (Texaco) junto con la estatal Petroecuador (en ese entonces llamada CEPE) explotaron yacimientos petrolíferos en la zona amazónica de Ecuador. La empresa Texaco era la operadora del área del Consorcio CEPE-Texaco mientras CEPE estaba encargada del control de las operaciones. Producto de éstas, agrupaciones de pueblos originarios afirman que se vieron afectadas poblaciones que habitan en la zona: las etnias Cofán, Siekopai, Waorani, Siona, Tetetes y Sansahuari. Durante casi 30 años se habrían vertido aguas tóxicas y petróleo sobre zonas cultivables. Los habitantes de la zona damnificados iniciaron el primer juicio en el año 1993 en un tribunal de Nueva York. La empresa presionó para que la jurisdicción pasara a Ecuador y tuvo éxito. De este modo los tribunales norteamericanos exigieron a Chevron el compromiso de someterse a la jurisdicción de Ecuador, como requisito para desechar la demanda en EE. UU., lo que finalmente sucede por motivo de forum nonconvienens. Por su parte, el gobierno de Sixto Durán Ballén, que no formaba parte de las reclamaciones de los ciudadanos (y de hecho se oponía a ésta), aprobó una remediación ambiental realizada por la empresa.
Según la parte acusadora, en total más de 30 mil personas fueron y siguen siendo afectadas, fundamentalmente por las más de 800 piletas descubiertas de residuos tóxicos que contaminaron la tierra y las napas de agua.

## Chevron se fusiona con Texaco
En el año 2001 Chevron se fusionó con Texaco, dando lugar a Chevron Texaco Company. A partir del 2007 la empresa pasa a llamarse Chevron Petroleum Company.

## Una nueva demanda
En el año 2003 la misma demanda colectiva fue presentada contra Chevron en Ecuador, alegando nuevamente los altísimos índices de contaminación donde Texaco había explotado el recurso petrolífero, denunciando nuevamente las consecuencias que produjo y seguía produciendo en los habitantes de la zona como así también las consecuencias de la imposibilidad de poder explotar la tierra y consumir el agua de las napas. 
En el 2011 un Tribunal de Primera Instancia emitió una sentencia en la cual obliga a Chevron a indemnizar con 9500 millones de dólares a las comunidades indígenas afectada y a pedir perdón en un plazo de dos semanas. En caso de no hacerlo, la indemnización aumentaría a 19 mil millones de dólares. Chevron no pidió perdón, ni abonó la suma de la indemnización. Ese mismo año la petrolera recurre la sentencia ante un tribunal provincial, el cual un año más tarde ratifica la indemnización por 19 000 millones de dólares. El estado ecuatoriano empieza a intervenir directamente en la demanda. La empresa apeló la decisión del tribunal provincial e interpuso una demanda en la corte de La Haya contra el proceso judicial en Ecuador, argumentando que el presidente ecuatoriano Rafael Correa habría interferido en la decisión del tribunal.

## Acusación de fraude contra Patton Boggs
La empresa petrolífera demandó al grupo de abogados denunciante Patton Boggs (empresa que por alrededor de 20 años ha patrocinado las demandas) y a los fondos especulativos que sostienen la costosa demanda,[cita requerida] alegando una serie de acciones fraudulentas y extorsivas, sumado a la demanda iniciada por la empresa en el tribunal de La Haya contra el proceso judicial llevado a cabo en Ecuador.
Finalmente la firma de abogados llega a un acuerdo con Chevron en que deberá indemnizar a Chevron por 15 millones de dólares a cambio de que esta retire la demanda por fraude y extorsión. La firma Patton Boggs además pidió disculpas al público por su involucramiento en el caso.